# Андре Йоганнес Хруневалд
Андре Йоганнес Хруневалд (англ. Andre Johannes Groenewald) — південноафриканський історик, державний діяч та дипломат. Надзвичайний і Повноважний Посол ПАР в Україні та у Вірменії, Грузії та Молдові за сумісництвом.

## Життєпис
Працював директором Департаменту міжнародних відносин та співробітництва Міністерства закордонних справ Південно-Африканської Республіки.
З 2019 року — Надзвичайний і Повноважний Посол Південно-Африканської Республіки в Україні з резиденцією в Києві.
11 червня 2019 року — вручив копії вірчих грамот у Міністерстві закордонних справ України.
24 липня 2019 року — вручив вірчі грамоти Президенту України Володимиру Зеленському.
Андре Хруневалд провів благодійну акцію в «Спеціалізованому обласному будинку дитини міста Боярка» під Києвом. Подія була приурочена до дня народження лідера і президента ПАР, одного з найвідоміших у світі борця за права людини — Нельсона Мандели.

## Автор наукових праць
- Імпульс Ніцше до розвитку концепції Бога, яка виходить за рамки сучасного атеїзму та теїзму: філософське теологічне дослідження/ Nietzsche's impulse towards the development of a concept of God that transcends modern atheism and theism: a philosophical theological study. Author: Andre Johannes Groenewald. Publisher: 2005.
- Історія Темпи як військової бази до 1960 року/ Die geskiedenis van Tempe as militere basis tot 1960. Author: Andre Johannes Groenewald. Publisher: Bloemfontein: Universiteit van die Oranje-Vrystaat, 1984. Edition/Format: Thesis/dissertation: Afrikaans
- Стратегічний та інтегрований підхід до побудови миру в Південній Африці: справа Департаменту міжнародних відносин та співробітництва (DIRCO)/ A strategic and integrated approach to South African peace-building: the case of the Department of International Relations and Cooperation (DIRCO). Author: Andre Johannes Groenewald; Gerrit Van der Waldt; North-West University (South Africa). Potchefstroom Campus, Publisher: 2018. Dissertation: Master of Public Administration North-West University, Potchefstroom Campus 2018. Edition/Format: Thesis/dissertation: Manuscript Archival Material: English
- Критичний аналіз факторів, що призвели до капітуляції південноафриканських сил у битві при Тобруку/ N Kritiese ontleding van die faktore wat gelei het tot die oorgawe van die Suid-Afrikaanse magte by die slag van Tobruk. Author: Andre Johannes Groenewald. Publisher: Bloemfontein: Universiteit van die Oranje-Vrystaat ; 1991, 1991. Dissertation: Proefskrif (D. Phil.)--Universiteit van die Oranje-Vrystaat, 1991. Edition/Format: Thesis/dissertation: Afrikaans[4]